# Санта-Комба-де-Вилариса
Санта-Комба-де-Вилариса (порт. Santa Comba de Vilariça) — населённый пункт и район в Португалии, входящий в округ Браганса. Является составной частью муниципалитета Вила-Флор. По старому административному делению входил в провинцию Траз-уж-Монтиш и Алту-Дору. Входит в экономико-статистический субрегион Дору, который входит в Северный регион. Население составляет 473 человека на 2001 год. Занимает площадь 11,83 км².